# Bulbophyllum gomphreniflorum
Bulbophyllum gomphreniflorum är en orkidéart som beskrevs av Johannes Jacobus Smith. Bulbophyllum gomphreniflorum ingår i släktet Bulbophyllum och familjen orkidéer. Inga underarter finns listade i Catalogue of Life.